# Ford Figo
El Ford Figo, nombrado por código interno B562, es un hatchback subcompacto fabricado por Ford India en Chennai, India. Basado en el Ford Fiesta V europeo, el Figo se ha vendido desde 2009.

## Primera generación (2009-2015)
El Ford Figo se dio a conocer en Delhi en septiembre de 2009. Se basa en las mismas plataformas de coches pequeños utilizados para el Ford Fiesta y se asemeja a la marca de 5 Fiesta pero con tratamientos delanteros y traseros revisados. Es más pequeño que el Fiesta Classic que Ford también vende en la India. El nombre "Figo" es una palabra coloquial italiana que significa "fresco".
Fue lanzado al mercado indio en marzo de 2010, y en julio de 2010 había 25.000 reservas de ventas en todas las variantes. Un modelo rediseñado del Figo fue lanzado el 15 de octubre de 2012. Este modelo tiene una parrilla hexagonal grande y lámparas de cabeza y cola rediseñadas. Fue lanzado en Sudáfrica en enero de 2013.

### Variantes en otros mercados
El Ford Figo está disponible en dos versiones de gasolina y diesel, todos con transmisión manual de 5 velocidades y dirección asistida de serie. Ambos motores cumplen con la BS-IV (normas de emisión Bharat Stage).
El diesel del Figo está equipado con el mismo motor de 1.4 litros que actualmente está impulsando al Ford Ikon y Ford Fiesta y la versión de gasolina de la India está equipada con un nuevo 1.2L. La variante de gasolina da un kilometraje de alrededor de 12.5 kmpl en la ciudad mientras que en la carretera ofrece alrededor mpl. y el diésel devuelve un kilometraje de alrededor de 16 kmpl en la ciudad, mientras que en la carretera ofrece un kilometraje de 19 kmpl.
El Figo está disponible de 34 en un rango de especificaciones, incluyendo LXI, EXI, ZXI y Titanium. El Titanium añade llantas de aleación, dos bolsas de aire y ABS.
El Figo se sometió a una cirugía estética en octubre de 2012. El lavado de cara tenía alrededor de 100 cambios incluyendo algunos de los principales cambios cosméticos como nuevos faros, nuevos controles de audio montados en la columna de dirección, nuevas luces traseras, llantas de aleación, nuevos parachoques delaneteros y un nuevo diseño de telas del asiento. Sin embargo, el coche se mantiene sin cambios mecánicamente y utiliza la misma 1.2L de gasolina Duratec y 1.4L motor diesel Duratorq.
En febrero de 2014 Ford agergó una opción de wifi para todos los demos de la gama como parte de un paquete de actualización de audio, una primera en su clase de opción. El Ford Concept para el 2014 se presentó en el Auto Expo 2014, que se ha incorporado en una máquina de tiempo de Ford, que ofrece a los entusiastas de automóviles la oportunidad de "volver atrás en el tiempo" y tomar un tour de realidad virtual 3D del Ford Pavilion.

#### México
El Ikon Hatchback mexicano sólo está disponible con un motor de 1.6 L Duratec de gasolina que produce 98 CV (73 kW; 98 CV) a 6500 rpm y un par de 142 N · m (105 libras pies) a 4000 rpm.

#### Medio Oriente
El Figo está disponible con un motor de gasolina de 1.4 litros con una caja de cambios manual o una de 1.6 litros con una caja de cambios automática. Se vende en los modelos Trend y Ambiente.

#### Sudáfrica
La gasolina sudafricana del Figo es impulsada por un 1.4L producir 62 kW (84 PS; 83 CV) a 6000 rpm y un par motor de 127 Nm (13,0 kg · m) en 4000 y está disponible en los modelos Ambiente y Trend. La gasolina 1.2L no está disponible.

## Segunda generación (2015-2021)
Ford India lanzó la segunda generación del Figo en 2016, seis años después del lanzamiento inicial. En México, reemplaza al Ford Fiesta Ikon. En Sudamérica es conocido como Ford Ka+, reemplazando al antiguo Ford Ka más pequeño, en México se comercializa una versión con motor tricilíndrico de 1.5L TiVCT de 121HP y 109 lb-pie de torque, mismo que llegó a reemplazar al Ford Fiesta en el mercado mexicano.